# Cieszeniewo
Cieszeniewo (deutsch: Ziezeneff, auch Ziezenow) ist ein Dorf in der polnischen Woiwodschaft Westpommern. Es gehört zur Gemeinde Świdwin (Schivelbein) im Powiat Świdwiński.

## Geographische Lage
Cieszeniewo liegt auf halber Strecke zwischen den Städten Świdwin und Połczyn-Zdrój (Bad Polzin) und war Bahnstation an der, diese beiden Städte verbindenden, Eisenbahnlinie. Der Ort wird im Westen durch die Rega begrenzt.

## Geschichte
Schon in frühgermanischer Zeit soll Ziezeneff (bzw. Ziezenow) besiedelt gewesen sein. Darauf deuten wenigstens wertvolle Urnen- und Scherbenfunde am Anfang des 20. Jahrhunderts hin. Nach slawischen Siedlern zog es Anfang des 13. Jahrhunderts solche aus Deutschland dorthin, die am Schlossberg einen festen Stützpunkt hatten.
Ziezeneff war in markgräflichem Besitz, bis dieser unter die Familien von Glasenapp, von Ramel und von Zozenow aufgeteilt wurde. Trotz Leibeigenschaft durften 1525 die ersten Bauern ihre eigenen Höfe übernehmen. Nach der Gewaltherrschaft der Russen nach dem Siebenjährigen Krieg im Jahre 1760 vernichtete am 10. Mai 1802 eine Feuersbrunst zwölf Bauernwirtschaften des Dorfes.
Lebten im Jahre 1865 in Ziezeneff 465 Einwohner in 50 Häusern, so waren es 1939 nur 404 Einwohner in 96 Haushaltungen. Bis 1945 gehörte Ziezeneff zum Amts-, Standesamts- und Polizeibezirk Reinfeld (heute polnisch: Bierzwnica), deren letzte deutsche Amtsinhaber Amtsvorsteher Johannes Schumacher, Standesbeamter Hoppe und Oberlandjäger Zorn waren. Letzter Bürgermeister von Ziezeneff war Fritz Radüge.
Anfang März 1945 besetzten Truppen der Roten Armee das Dorf. Alle Männer zwischen 16 und 60 Jahren wurden verschleppt, die übrige einheimische Bevölkerung bis 1947 vertrieben. Aus Ziezeneff wurde das polnische Dorf Cieszeniewo, das heute eine Ortschaft der Landgemeinde Świdwin (Schivelbein) ist.

## Kirche

### Kirchspiel
Ziezeneff bildete bis zum Jahre 1945 ein Kirchspiel innerhalb des Kirchenkreises Schivelbein in der Kirchenprovinz Pommern der evangelischen Kirche der Altpreußischen Union. In diesem Kirchspiel waren die Kirchengemeinden Ziezeneff, Alt Schlage (heute polnisch: Sława), Redel (Redło) und Zuchen (Sucha) vereinigt, denen die Dörfer Damerow (Dąbrowa Białogardzka), Seeligsfelde bzw. Eichenfelde (Szeligowo), Groß Wardin (Wardyń Dolny), Neu Sanskow (Zajączkówko), Röglin (Rogalino), Schenkengut und Vorbruch (Rzęsna)zugeordnet waren. Je ein Vertreter der Kirchengemeinden (darunter die Rittergutsbesitzer) teilten sich das Kirchenpatronat. Im Jahre 1940 zählte das Kirchspiel insgesamt 2.663 Gemeindeglieder, die sich auf die Kirchengemeinden Ziezeneff (480), Alt Schlage (765), Redel (578) und Zuchen (840) verteilten.
Heute gehört Cieszeniewo zur Kirchengemeinde Koszalin (Köslin) in der Diözese Pommern-Großpolen der polnischen Evangelisch-Augsburgischen (d. h. lutherischen) Kirche.

### Pfarrkirche

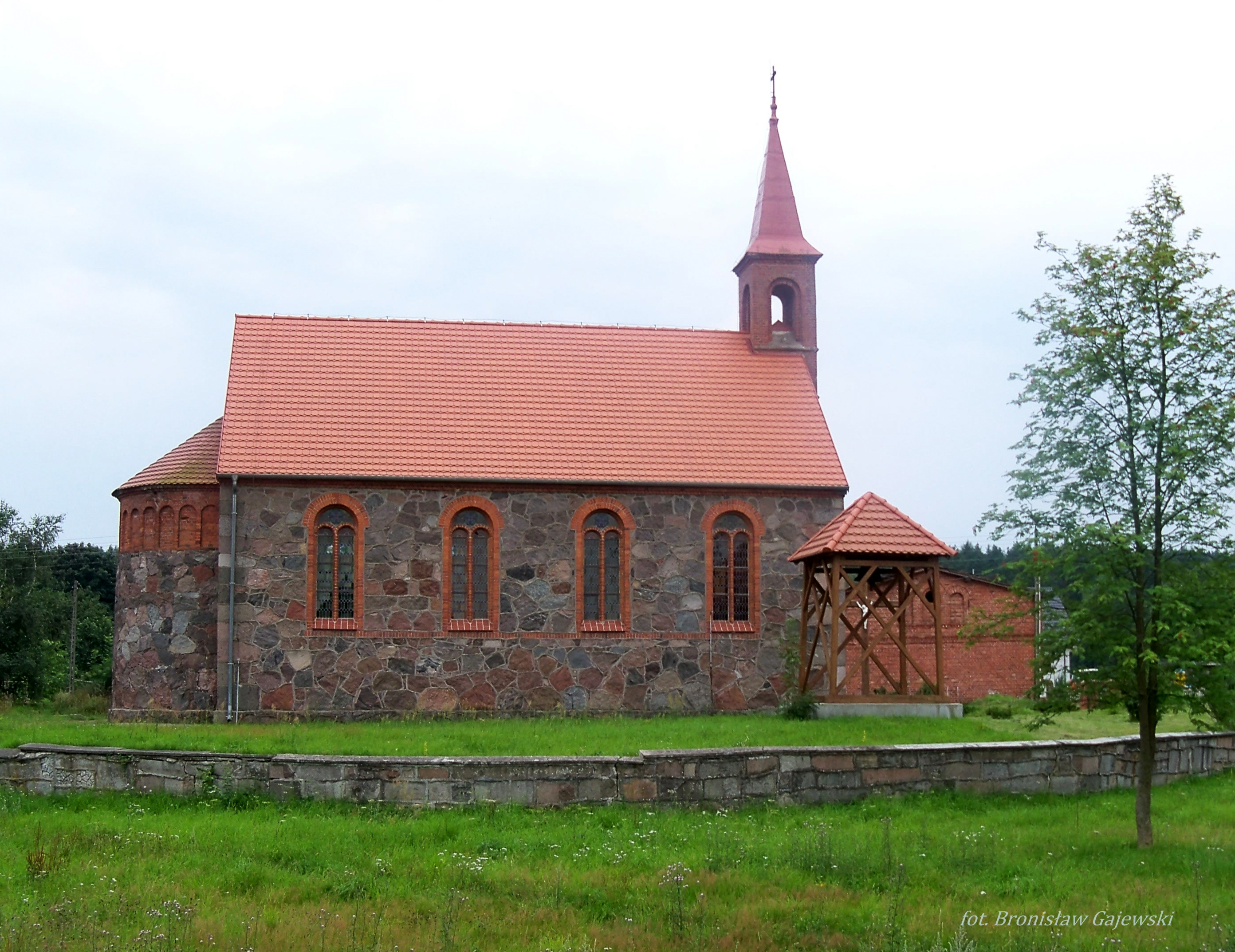
Neoromanische Pfarrkirche von 1859 (Photo von 2012)

Die erste Kirche in Ziezeneff aus dem Jahre 1499 musste 1856 abgerissen werden. Sie wurde 1859 durch einen kleinen neoromanischen Neubau aus Feldstein und Ziegeln ersetzt, der mit einem Dachreiter bekrönt wurde. Neben der Kirche wurde ein hölzerner Glockenstuhl errichtet. Die Glocke aus dem Jahr 1557 blieb im Zweiten Weltkrieg von einer Beschlagnahme verschont und ist dort auch heute noch zu finden. Als katholische „Herz-Jesu-Kirche“ wurde der Bau am 12. Mai 1946 neu geweiht, 1980 folgte die Gründung der Parochie Cieszeniewo.

### Pfarrer
Als Pfarrer waren im Kirchspiel Ziezeneff tätig:
1. Joachim Klebow
2. Daniel Eebel, erwähnt 1636
3. Christian Eebel (Sohn von 2.), erwähnt 1666
4. Martin Hencke, 1682–1725
5. Gotthilf Daniel Schutzius, 1726–1749
6. Lorenz Gottlob Riese, 1750–1772
7. Gottlob Gottlieb Kobligk, 1773–1798
8. Gotthilf Gottlob Gottfried Kobligk (Sohn von 7.), 1798–1833
9. Friedrich Ludwig Ferdinand Maibauer, 1833–1835
10. August Ferdinand Wilhelm Freyer, 1836–1855
11. Albert Ludwig Richard Hoeppener, 1856–1869
12. Johann Theodor Causse, 1869–1899
13. Martin Harder, 1900–1915
14. Wilhelm Kypke, 1917–1929
15. Paul Blank, 1933–1945

## Schule
Ziezeneff verfügte über eine einklassige Volksschule. Letzter Lehrer vor 1945 war Johannes Schumacher.

## Persönlichkeiten
In Ziezeneff wurde am 21. Juli 1754 Ernst von Rüchel geboren, der sich als preußischer General der Infanterie einen Namen machte.